# دينيس بيري (مخرج)
دينيس بيري (بالفرنسية: Dennis Berry)‏ مواليد 11 أغسطس 1944 في هوليوود، لوس أنجلوس، الولايات المتحدة، هو ممثل ومخرج وكاتب سيناريو أمريكي بدأ مسيرته الفنية سنة 1967. من أعماله هوليوود ريبورتر.

## روابط خارجية
- دينيس بيري على موقع IMDb (الإنجليزية)
- دينيس بيري على موقع ألو سيني (الفرنسية)
- دينيس بيري على موقع أول موفي (الإنجليزية)
- دينيس بيري على موقع قاعدة بيانات الأفلام السويدية (السويدية)
- دينيس بيري على موقع ديسكوغز (الإنجليزية)
- دينيس بيري على موقع قاعدة بيانات الفيلم (الإنجليزية)
- دينيس بيري على موقع كينوبويسك (الروسية)